# 凱蒂·懷特
凱蒂·懷特（Katie Rebecca White，1983年1月18日—） 是一名英格蘭音樂人，二人組合聽聽樂團 （The Ting Tings） 成員之一。她與組合另一名成員 Jules De Martino 在1990年代相識，當時 Katie 為三人女子朋克搖滾組合 "TKO" （Technical Knock Out） 其中一員。2004年，她和 Jules 及一位朋友組成三人樂隊 Dear Eskiimo ，並簽約唱片公司，惜兩年後解散。直至2007年，他倆再度攜手合作，組合成今天的聽聽樂團。

## 早年生活
Katie White 在大曼徹斯特郡威根市 Lowton 鎮的一個農場長大，家中成員有父親 David、母親 Lynne 和姊妹 Helena。Katie 在 Lowton High School 上學，校內設有演藝部門。Katie 十二歲時，她的祖父 Ken White 贏得六百六十萬英鎊的彩票獎金，分得一百萬的父親除了給 Katie 和 Helena 買小馬作寵物外，同時他利用這筆款項開設一家音樂經理人公司。

## 音樂事業

### TKO
1997年，年僅十四歲的 Katie 與兩位 Lowton School 的同學 Joanne Leeson 和 Emma Lally 組織成三人女子朋克搖滾組合 "TKO" （Technical Knock Out），其父開設的經理人公司負責打理樂隊事務。她們曾參與支援  及原子少女貓 （Atomic Kitten） 的演出，亦曾在 ITV 的音樂節目 CD:UK 中亮相。某日 Katie 在倫敦一個錄音室錄音，碰巧 Jules De Martino 正在隔壁的房間工作，自此二人相識。2001年三月，David White 邀請作曲人 Jules De Martino 為 TKO 寫下四首歌曲，然而樂隊最終隊員離隊而解散。

### Dear Eskiimo
自首次在倫敦相遇後，同樣喜愛 Portishead 的 Katie 和 Jules 二人一直保持聯絡。經過幾次合作後，他們略嫌作品偏向民歌風格，因此找來 Hip-hop DJ Simon Templeman ，於2004年在曼徹斯特和威根之間一個小鎮 Leigh 組成 Dear Eskiimo。成立不久，樂隊簽約 Mercury Records 唱片公司。然而，根據 Jules 所說，樂隊現場發揮未如理想，加上唱片公司人士變動，且對組合的發展方向毫無頭緒。最終，在2006年，樂隊在還沒推出過一張唱片便解散了。

### The Ting Tings

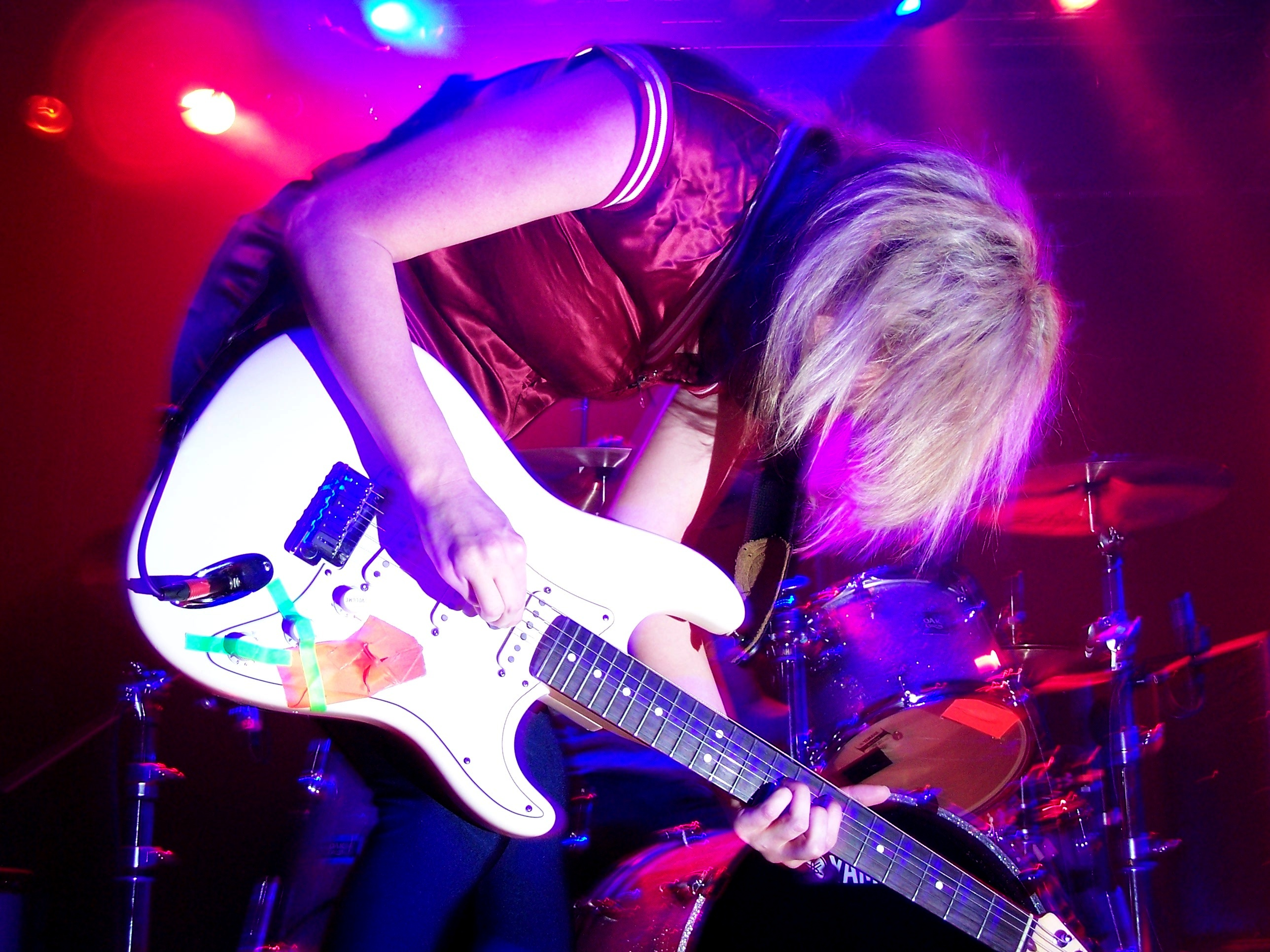
2008年10月23日，攝於美國喬治亞州阿特蘭大 Variety Playhouse

Dear Eskiimo 解散，Katie 及 Jules 二人對主流音樂工業失去信心。Katie 跑到 Islington Mill，一方面為糊口到曼徹斯特市一間服裝店上班，另一方面在 the Mill 的酒吧工作。由於 the Mill 不時舉行各種各樣的派對，而且很多不同類型的音樂人會到這裡演練，因此 Katie 接觸到一些以前比較陌生的音樂類型。2007年，她和 Jules 決定重新合作，建立二人組合，並學習彈奏結他和接觸其他如大鼓和牛鈴等樂器。Katie 在服裝店工作期間認識一位華人同事，名叫 Ting Ting。由於 "ting" 的發音和 "亭" 或 "聽" 一樣，因此決定用作樂隊的新名字。
他們一口氣寫好三首歌曲在 the Mill 演出，經過數場免費公演後，開始吸引到播放非主流音樂為主的 XFM 頻道注意。一些主流唱片公司的 A&R 人員和唱片監製（如瑞克·魯賓）亦前往觀賞。他們先後推出由本土唱片公司 Switchflicker Records 發行的兩首單曲 "Great DJ" 和 "That's Not My Name"，後者在 BBC Radio 6 Music 熱播。2007年，格拉斯頓伯里當代表演藝術節之後，哥倫比亞唱片和他們接觸，至今推出過兩張專輯 "We Started Nothing 和 "Sounds from Nowheresville"。

## 作品

### 專輯
- 2008: We Started Nothing（英语：We Started Nothing）
- 2012: Sounds from Nowheresville（英语：Sounds from Nowheresville）

### 單曲
- 2007 	"Fruit Machine"
- 2008 	"Great DJ", "That's Not My Name", "Shut Up and Let Me Go", "Be the One"
- 2009 	"We Walk"
- 2010 	"Hands"
- 2012 	"Hang It Up", "Silence", "Hit Me Down Sonny"